# Provincia Sur (Nueva Caledonia)

La Provincia del Sur es una de las tres en que se divide Nueva Caledonia. Cubre 7.012 km², habitados por 152.400 personas, y la capital es Numea.

## Geografía

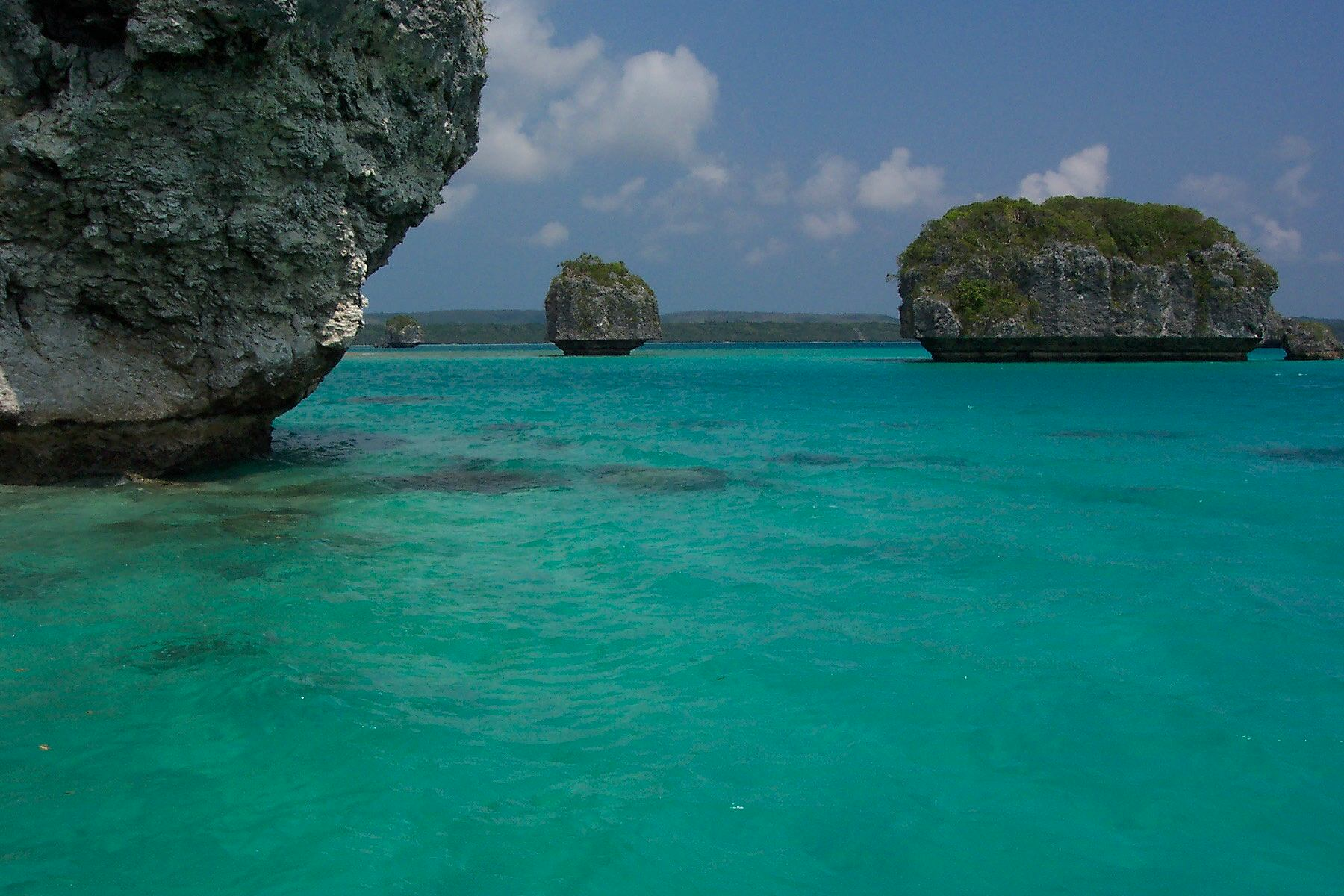
Costa de la isla de Pinos.

La Provincia Sur ocupa la parte sur de la isla de Grande Terre y la isla de Los Pinos. Con 7.012 km² es mayor que la provincia de las Islas Lealtad y algo más pequeña que la Provincia Norte. La provincia es atravesada de sureste a noroeste por el sistema central. Su punto más alto es el Monte Humboldt, que con 1.618 m es el segundo pico más alto de la isla por detrás del Monte Panie (en el norte). 
En la costa oeste de Grande Terre se encuentran ocho municipios; Mont-Dore, Noumea, Mudo, Paita, Boulouparis, La Foa, Moindou y Bourail. La costa llamada côte sous-le-vent (costa bajo el viento) se caracteriza por una amplia llanura que se extiende entre el océano y las estribaciones de la cordillera central. Esta zona recibe menos precipitaciones que la costa este. En la llanura se extienden pastizales y sabanas donde, exceptuando la zona metropolitana de la Gran Numea, hay establecidas aldeas rurales cuya actividad es principalmente la cría de ganado.
En la costa este se asientan dos municipios, Thio y Yate, posee una estrecha llanura costera, las laderas de la cordillera central se precipitan de una forma más o menos abrupta a las aguas del océano. La zona está expuesta a los vientos dominantes, los vientos alisios y recoge más precipitaciones que la zona oeste, por lo que se encuentra cubierta de una densa vegetación tropical.
En la cordillera central se ubican dos pequeños municipios Sarraméa y Farino, estos son los dos únicos municipios de Nueva Caledonia que no tienen acceso al océano.
En la isla de Pinos, al sur de la isla Grande Terre, se ubica el municipio homónimo.
Por último el término municipal de Poya, que se extiende en las dos Provincias (Sur y Norte), posee su centro administrativo en la parte norte.

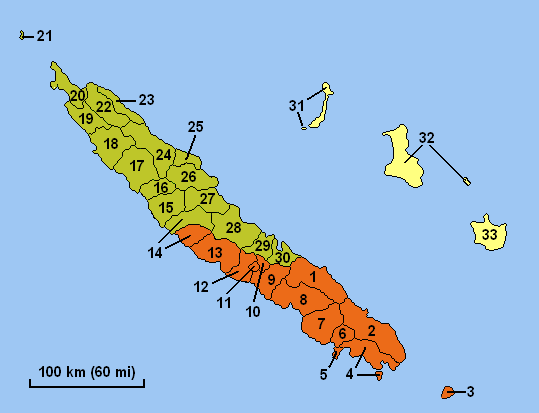
Mapa donde se muestra la situación de la provincia (en naranja) y sus municipios.

La Provincia Sur, comprende catorce municipios:
- 1. Thio
- 2. Yaté
- 3. Isla de Los Pinos
- 4. Le Mont-Dore
- 5. Numea
- 6. Dumbéa
- 7. Païta
- 8. Boulouparis
- 9. La Foa
- 10.Sarraméa
- 11.Farino
- 12.Moindou
- 13.Bourail
- 14.Poya *

(*) Parte de este municipio se encuentra en la Provincia Norte.

## Demografía

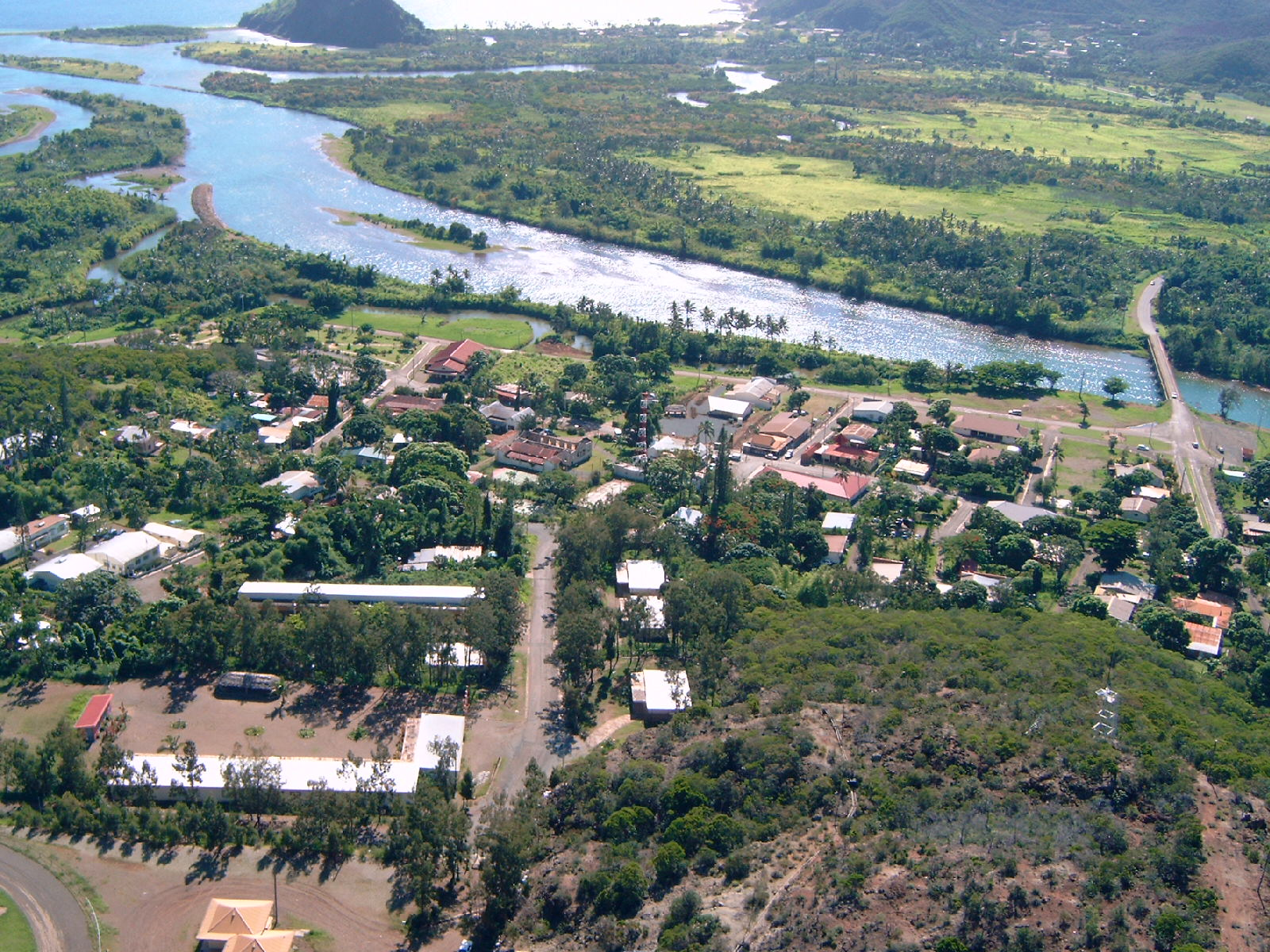
Municipio de Thio.

La Provincia Sur es la más poblada y rica de Nueva Caledonia. Poseía en 2004 164.235 habitantes lo que representaba un 71,16 % de la población total del territorio. Según cálculos, el 1 de enero de 2008 esta población había aumentado a 176.140 habitantes lo que ya representaba el 72 % de la población de Nueva Caledonia. Este rápido crecimiento se debe al aumento positivo de los dos principales indicadores del crecimiento de la población: la tasa de crecimiento natural que se situó en un 1,27 %, la más alta de las tres provincias caledonias (además este es un crecimiento constante que desde 2003 fluctúa alrededor del 1,3); la tasa de migración también arroja un saldo positivo y desde 1998 no desciende de las 1.000 personas, alcanzando su récord en 2004 con 1800, en 2007 esta cifra se situó en 1300. Además de ser la principal receptora de la migración que llega a Nueva Caledonia, la Provincia Sur también alberga a los inmigrantes que llegan desde las otras dos provincias, las cuales poseen un saldo migratorio negativo.
En la capital y única ciudad de la provincia, Numea, que representa el 0,7 % del territorio, se concentra el 55,64 % de la población (2004). Si nos circunscribimos a la conglomeración urbana de Gran Numea tenemos que casi nueve de cada diez habitantes residen en ella, concretamente el 89,05 % en 2004. La densidad de población del conjunto de la provincia es de 25,1 habitantes por km². La densidad en Numea es de 2.000 hab./km², en Gran Numea es de 90, mientras que en el resto de la provincia es de 3,35 hab./km².
La distribución de la población se conforma de una mayoría de caldoches, (término utilizado para denominar a la población blanca asentada en la isla), en contraste con las otras dos provincias donde son minoría. Según el censo de 1996 los caldoches representaban el 44,4 % de la población. Los canacos eran el 25,47 %, la mitad de los cuales residían en Numea. El tercer grupo de población eran los habitantes procedentes de la isla de Wallis, concentrados mayormente en los municipios suburbanos de Gran Numea, Otros grupos de residentes eran los tahitianos, 3,62 %, los indonesios y los vietnamitas que representaban el 2,05 % cada uno y los vanuatenses que eran el 1,58 % de la población.
La media de edad en la Provincia del Sur se sitúa en 31 años, esta media es significativamente más alta que en el resto de la colectividad, y el resto de territorios franceses en Oceanía, aunque menor que en la Francia metropolitana. Su pirámide poblacional posee una forma piramidal y es propia de los países que han completado su transición demográfica.
Las tres provincias de Nueva Caledonia son francófonas, aunque solo es en la Provincia Sur donde el francés es hablado mayoritariamente como lengua materna, mientras que en las otras dos provincias el francés es utilizado como lengua vehicular entre los diferentes grupos melanesios.

## Política
La Provincia Sur, es administrada por una asamblea provincial con sede en Noumea. Entre 1989 y 1999 estaba compuesta por 32 miembros, y desde 1999 por 40, de los cuales 32 ocupan también un escaño en el Congreso de Nueva Caledonia. Sus miembros son elegidos para un mandato de 5 años por sufragio universal directo y escrutinio proporcional plurinominal a 1 vuelta. El presidente es elegido de entre sus miembros, para lo cual se pueden realizar tres votaciones, las dos primeras ha de resultar elegido por mayoría absoluta, si finalmente no se llega a un acuerdo en la tercera votación parlamentaria puede ser elegido por mayoría simple. Además también son elegidos tres vicepresidentes.
La Provincia Sur es mayormente anti-independentista, y su parlamento está dominado desde 1989 por la derecha local, la Concentración por Caledonia en la República, dirigida por Jacques Lafleur. Sin embargo, en las elecciones del 9 de mayo de 2004 el partido Avenir ensemble (también de centro derecha), logró ser el partido más votado con un 33,89 % de los votos. El partido de Lafleur obtuvo el 31,19 %.